# 菊坡精舍
菊坡精舍是一座中国近代的书院，位于今广东省广州市越秀山麓，由广东巡抚蒋益澧与两广盐运使方浚颐于1867年开办，是清朝后期广东省级官办的三大书院之一。

## 历史

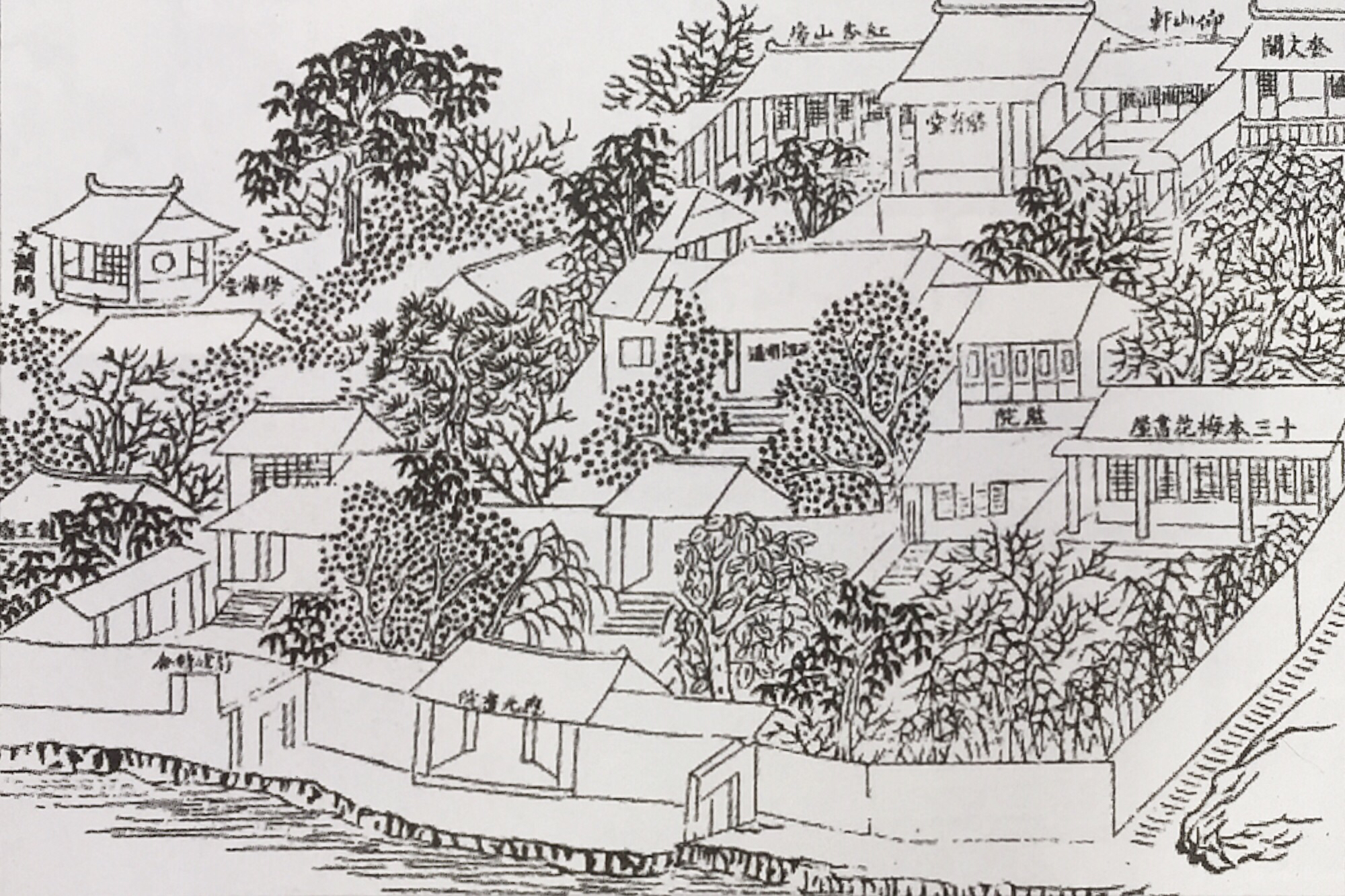
同治九年（1870）绘制的《应元书院图》，可见学海堂（图中左上）、菊坡精舍（图中左下）和应元书院（图中右侧）的相对位置

同治五年（1866）二月，蒋益澧奉命移任广东巡抚。其临行前，时任诂经精舍山长俞樾希望他能重开广州的学海堂。学海堂曾在第二次鸦片战争期间被迫关闭，俞樾以为其在战乱后仍处于荒废状态，但实际上学海堂已于咸丰十一年（1861）恢复了运作。蒋益澧在来到广州后，发现学海堂早已修缮一新，决定另起炉灶，便与方濬颐商量将应元宫西侧的长春仙馆改为书院。方濬颐于同治五年（1866）开始对长春仙官进行修缮，并于次年秋天建成，题名“菊坡精舍”。方濬颐请来学海堂第一届专课肄业生、前学海堂学长陈澧担任菊坡精舍的山长，因此菊坡精舍受到较多学海堂的影响。方濬颐离开广东后，新任两广盐运使钟谦钧在九年（1870）订立《菊坡精舍章程》。
光绪二十九年（1903年），菊坡精舍停办，改为纪念陈澧的“陈先生祠”。光绪三十四年（1908年），两广总督张人骏在应元书院、菊坡精舍旧址创办以保存国粹为宗旨的广东存古学堂，后于1911年停办。1921年，执信学校在菊坡精舍和应元书院旧址上成立，1923年迁出；1929年，广州市立第一中学在该处建立新校舍。抗战期间，书院旧址被日军夷为平地；抗战结束后，广东干部训练班进驻该处，后市二中在1947年于该处复办。因此现今认为广州市第二中学继承了该书院的办学历史。

## 办学
菊坡精舍的办学宗旨虽与学海堂近似，大力推行实学，但也有不同之处。学海堂仅四季考课，且实行开卷考试；而菊坡精舍单在每月就会举办三场考课，且需在精舍内完成，当日缴卷。此外，菊坡精舍的每次考课中，出题后均有讲授，因此讲课成为菊坡精舍的一大办学特点，且让师生关系更加密切。

## 人物

### 山长与学长
与学海堂同时聘请八位学长的学长制不同，菊坡精舍初期仅有山长陈澧一人；光绪八年（1882）陈澧去世后，菊坡精舍由山长制改为学长制，设有六名学长。历任学长名单如下：

| - 廖廷相 - 杨裕芬 - 郑权 - 刘昌龄 | - 陈庆修 - 梁起 - 何如铨 - 汪兆铨 | - 姚筠 - 于式枚 - 陈庆龢 |

### 学生
由于菊坡精舍的考课较为频繁，加上考课时有教学讲授环节，且不提供住宿，因此学生以广州本地人居多。《菊坡精舍集》中共收录了103人的文章，因此实际的学生人数会大于这个数字。文廷式、饶轸、梁鼎芬、劳肇光、沈桐等人均是菊坡精舍的学生。